# کورنتسویل (کنتاکی)
کورنتسویل (به انگلیسی: Cornettsville) یک منطقهٔ مسکونی در ایالات متحده آمریکا است که در شهرستان پری، کنتاکی واقع شده‌است. کورنتسویل ۷۹۲ نفر جمعیت دارد و ۲۸۴٫۰۸ متر بالاتر از سطح دریا واقع شده‌است.